# Пончик
По́нчик, или пы́шка — круглое или кольцеобразное жаренное во фритюре хлебобулочное изделие с начинкой или без неё. Пончики с начинкой, преимущественно из овощей или фруктов, называются «бенье».
Пышка в узком смысле слова — пончик без начинки с отверстием посередине. Отверстие предназначается для того, чтобы извлечённый из горячего масла пончик был нанизан на стержень, с которого потом продукт кладётся в кулёк или на тарелку покупателю.

## Версии происхождения

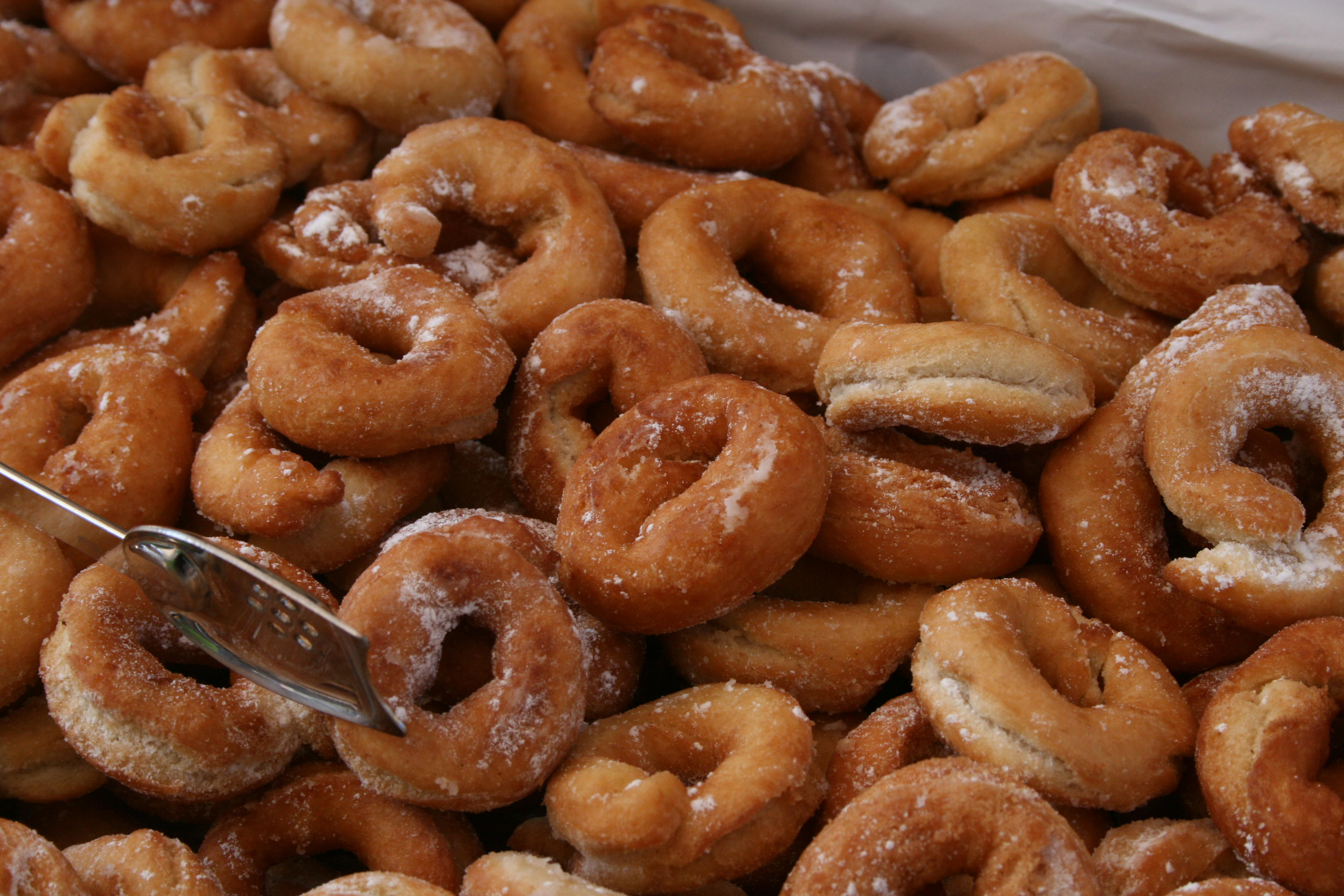
Обычные пышки (торообразные пончики)

Существует множество версий и легенд происхождения современных пончиков.
- Пончики (oliekoek, позднее oliebol) готовили ещё древние германцы на праздник Йоль. В это время на землю в поисках чего-нибудь съестного спускается в окружении злых духов богиня Перхта. И она может разрезать своим мечом желудки людей, чтобы достать себе еду. Но если наесться жирной пищей, меч Перхты будет соскальзывать с её жертв[4].
- В основе рецепта лежит иудейская традиция приготовления особых булочек, чтобы сохранить таким образом память о священном масле, которое заливали в меноры-семисвечники в Иерусалимском храме.

## Пончики в Польше

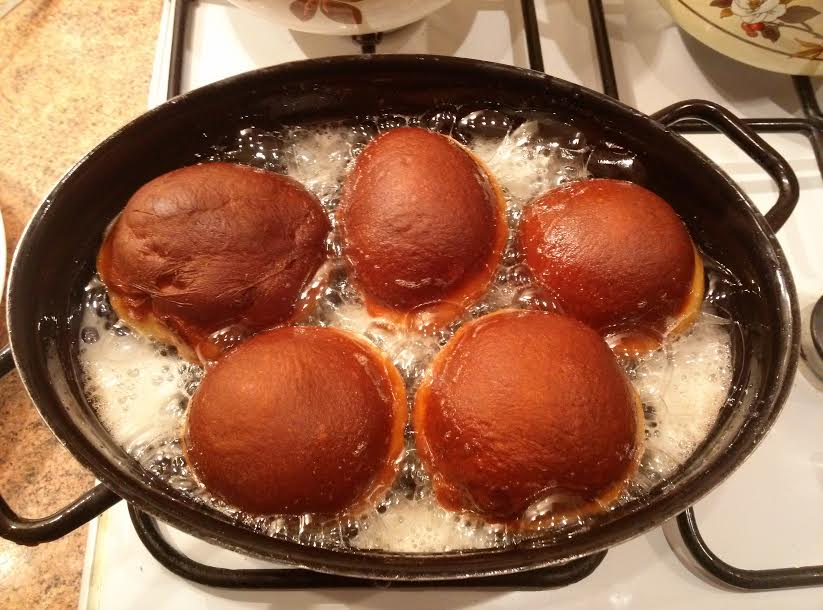
Домашнее приготовление пончиков в Польше

Русское слово «пончик» имеет польское происхождение, от pączek — «пышка». Польские пончики принято жарить в продолжение всех святок и начинять вареньем (как правило, вишнёвым или из лепестков розы). По традиции, сложившейся в Польше в XVII веке, пончики также едят в Жирный четверг.

## Пончики в России

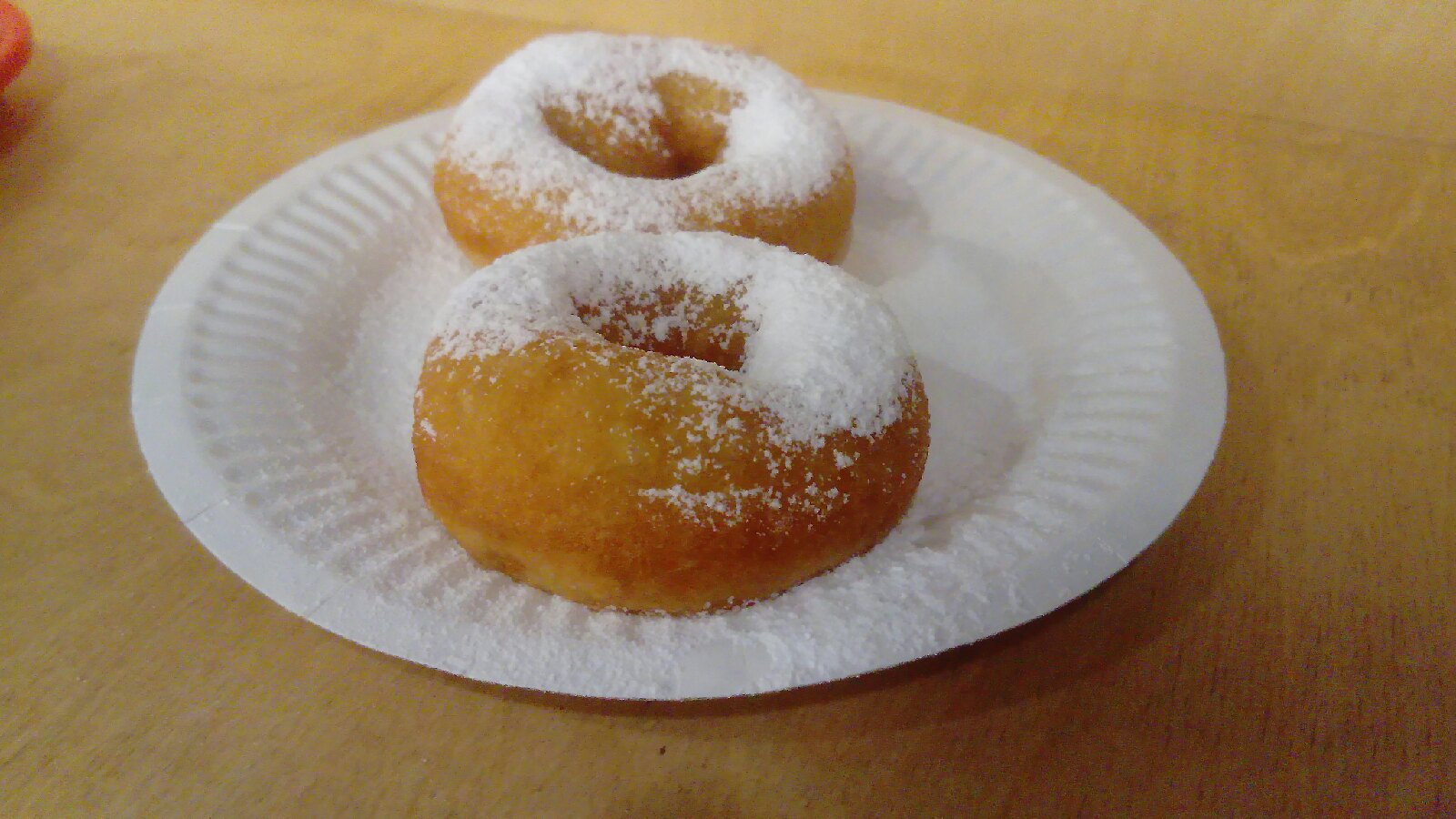
Петербургские пышки

В старину пышками называли любые изделия из теста, обжаренные в масле. Согласно разысканиям Святослава Логинова, до начала XX века «пончик» и «пышка» обозначали в русской речи разные кондитерские изделия:
- пышка (от пыхать — обдавать жаром) — изделие из дрожжевого теста, обжаренного в масле и обычно обсыпанного сахарной пудрой. Под вопросом обязательность отверстия посередине.
- пончик (пол. pączek — круглый сладкий жареный пирожок) — обжаренное в масле изделие из теста круглой формы, иногда с начинкой внутри.

В советское время то, что прежде называлось пышкой, в Москве стали именовать пончиком. Книга «О вкусной и здоровой пище», выпущенная в Ленинграде в 1939 году, уже настаивает на обязательности дырки внутри пончика:

Готовое тесто раскатать толщиной 1/2 см и стаканом или выемкой вырезать кружки. Выемкой меньшего размера из каждого кружка вынуть середину, придавая таким образом тесту форму кольца.
Татьяна Толстая сетует по поводу вытеснения пончиков и бубликов из заведений общественного питания в постсоветской России:

Захотелось что-нибудь съесть — что-нибудь хорошее, из детства. Отошедший навсегда в прошлое бублик. Или даже вредный пончик с сахарной пудрой. В Ленинграде он назывался пышкой. На Большом проспекте Петроградской стороны была пышечная, и, возвращаясь из школы, мы останавливались и смотрели через витрину, как пышки плывут на конвейере, потом смахиваются металлической лопаткой в чан с кипящим маслом и выплывают с другой стороны уже румяными, пухлыми, такими, перед которыми ну невозможно устоять. А сахарной пудрой их присыплет продавец уже в кульке. Он сыплет, а ты мысленно подсказываешь ему: больше, больше сыпь… И есть их надо сразу, по пути домой, на улице. Потому что когда принесёшь домой, всё это будет уже не то. Жар уйдёт, и плохой, переваренный жир, плохой, дешёвый вкус теста проступят через свалявшуюся пудру. Но ни пышек, ни бубликов уже больше печь не умеют, есть только дэниши, бейгелы, маффины, плохо понятая пицца…
Самое большое в России кондитерское изделие из пончиков в виде вишни представили в городе Осинники Кемеровской области 03 августа 2018 года. Всего на сборку изделия было использовано 22 830 пончиков. Общий вес пончиков составил 1060,3 кг

### Пышечные и пончиковые
Использование ленинградцами слова «пышка» для обозначения торообразного пончика стало в послевоенное время характерной приметой петербургского говора.
Петербургская закусочная, где подаются горячие напитки и пышки, называется пышечной. Это традиционные с 1930-х гг. заведения Санкт-Петербурга, пользующиеся популярностью у горожан и туристов, ставшие своеобразной достопримечательностью города. В наше время работают как пышечные, пришедшие из советского времени и Ленинграда (с классической «советской» обстановкой), так и новые, открытые уже в постсоветское время. Кафе-пышечные можно найти в разных районах города, как в полуподвальных помещениях (характерно для советских заведений), так и в крупных торговых центрах.
Самая старая из сохранившихся пышечных называется «Желябова 25» (создана в 1958 году; находится на Большой Конюшенной улице, которая с 1918 по 1991 год называлась улицей Желябова). В 2008 году администрация города внесла эту пышечную в «Красную книгу памятных мест Петербурга», в которую включены объекты, находящиеся в центре города, значимость которых «бесспорна». По заверениям губернатора В. И. Матвиенко, функция объектов из этого списка не может быть изменена.
Имеются пышечные и в других городах. Например, в Новосибирске на улице Станиславского работает пышечная, открытая в середине XX века. Внутри заведения сохранилась мозаика из кафельной плитки времён СССР, также над входом с советского периода осталась надпись «Пышечная», составленная из прописных железных букв.
В Москве заведения общепита, где изготовляют и продают пончики, называются пончиковыми. Пончиковые работают с 1950-х годов. Примером может служить пончиковая у дворца «Останкино», которая открыта в 1952 году и существует по сей день.

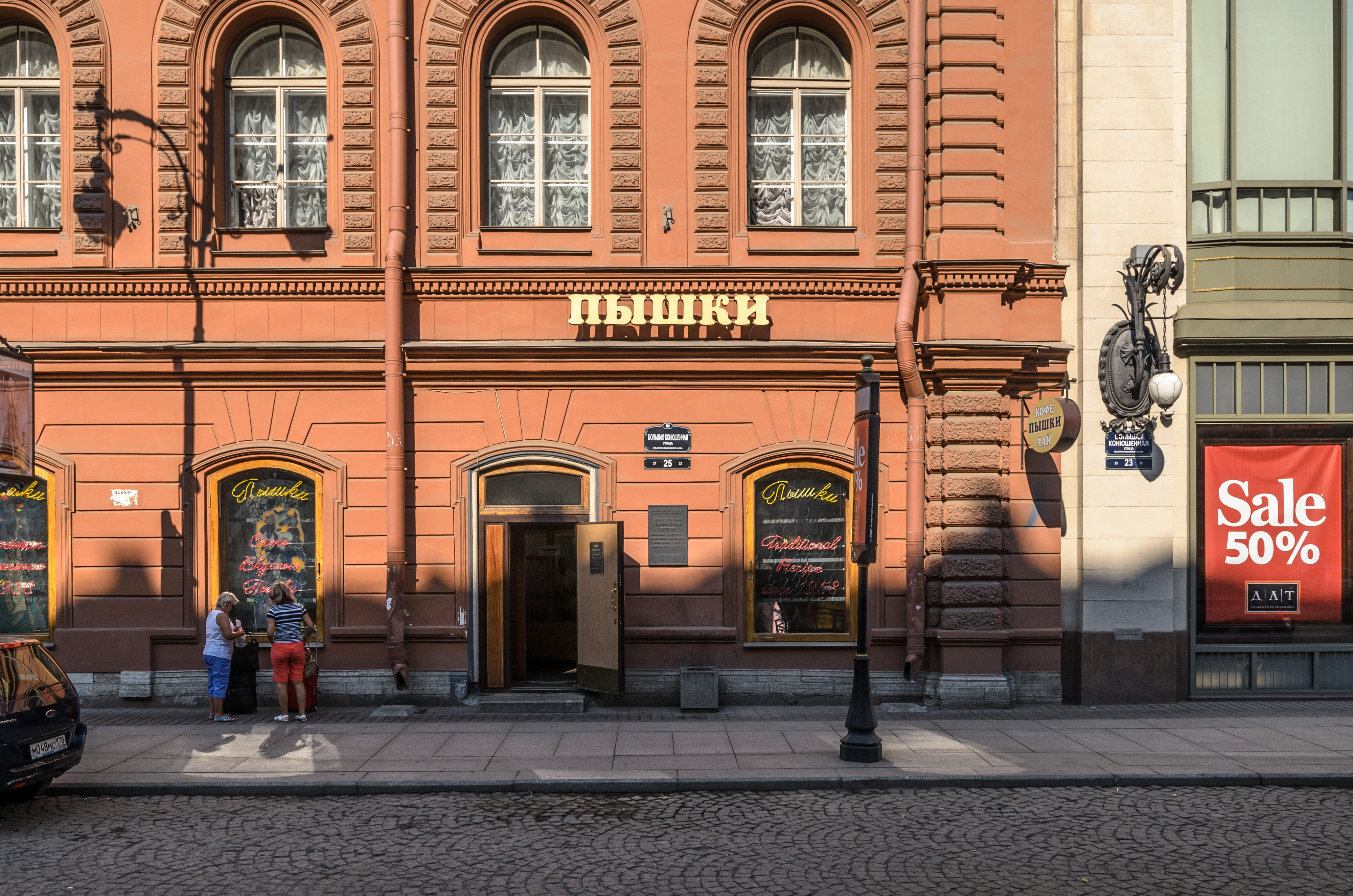
Пышечная «Желябова 25» в Санкт-Петербурге
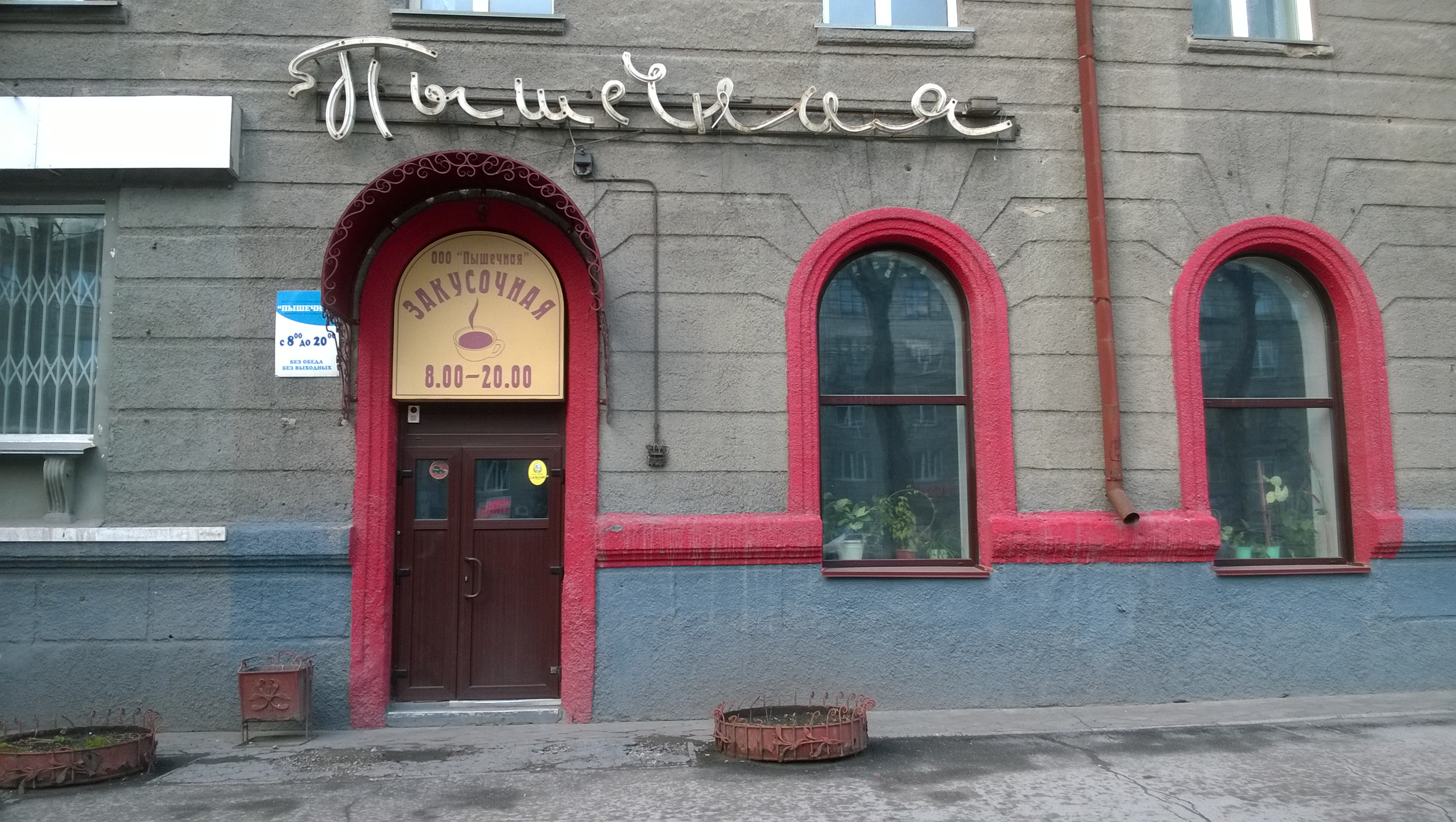
Пышечная на улице Станиславского 11 в Новосибирске
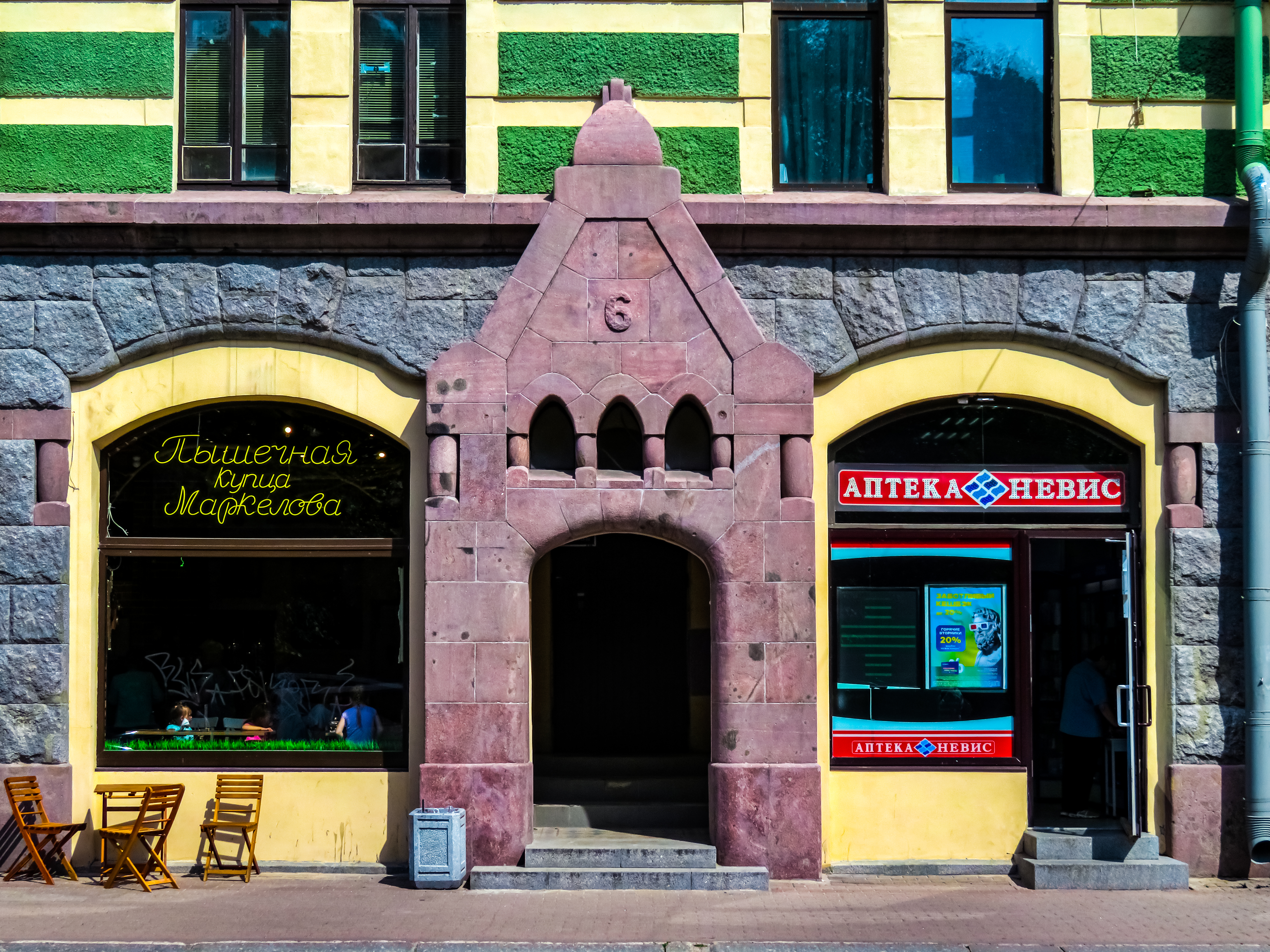
Пышечная в доме купца Маркелова в Выборге

## Пончики в США
Для жителей Соединённых Штатов пончик (до́нат, англ. donut) — один из национальных кулинарных символов. Антрополог из Индианского университета-Пердью (Индианаполис) доктор Пол Р. Маллинс опубликовал исследование «Глазированная Америка: история пончика», согласно которому прародителями современных американских пончиков могут считаться олиболы (olykoek), попавшие в Северную Америку с первыми голландскими колонистами в начале 18-го века. Первой англоязычной кулинарной книгой, в которой упоминались пончики, был английский сборник 1803 года, который относил пончики к американской кухне. К середине 19-го столетия сложились облик и рецептура пончика в качестве традиционной американской выпечки. В начале XX века началась механизация производства, она коснулась и мучных продуктов, и в 1920-х годах развернулось их дешёвое массовое автоматическое производство. В отличие от бубликов, чье производство в основном контролировали профсоюзы, пончики быстро распространились в торговых сетях по всем Соединённым Штатам. В 1937 году открылся Krispy Kreme, а 1950-м — Dunkin Donuts Билла Розенберга — международная сеть кофеен с пончиками, распространившаяся на многие страны. В США с 1938 года каждую первую пятницу июня отмечается Национальный день пончиков, объявленный Армией спасения в честь её членов, которые готовили пончики солдатам во время Первой мировой войны.
В США, особенно в Южной Калифорнии, свежие пончики, которые продаются десятками, обычно упаковываются не в белые, а в розовые коробки. Считается, что такая упаковка, более дешёвая, чем красная, введена Тедом Нгоем и Нином Йеном, камбоджийскими беженцами, преуспевшими в торговле пончиками. Многие китайские камбоджийские беженцы последовали их примеру, благодаря чему эта упаковка получила широкое распространение в местных торговых сетях, таких как Winchell’s Donuts. Даже в Голливудских кино- и телефильмах использовались розовые коробки в качестве реквизита, и таким образом они попали в массовую культуру.
Популярная в США и Канаде разновидность пончиков — круллеры, которые имеют вытянутую закрученную форму или кольцеобразную с рифлёными краями. Другой распространенный американский рецепт — пончик с сидром. Его обычно готовят осенью во время сбора урожая яблок.

## Другие разновидности
Среди местных разновидностей пончика — жареная пампушка (украинская), баурсак (тюркская), кабартма (булгарская), лукумадес (греко-турецкая), «монашкины пуки» (французская и баварская), берлинер (немецкая), смультринг (норвежская), суфгания (израильская).

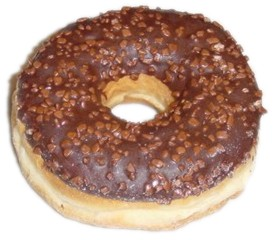
Пончик, покрытый шоколадом
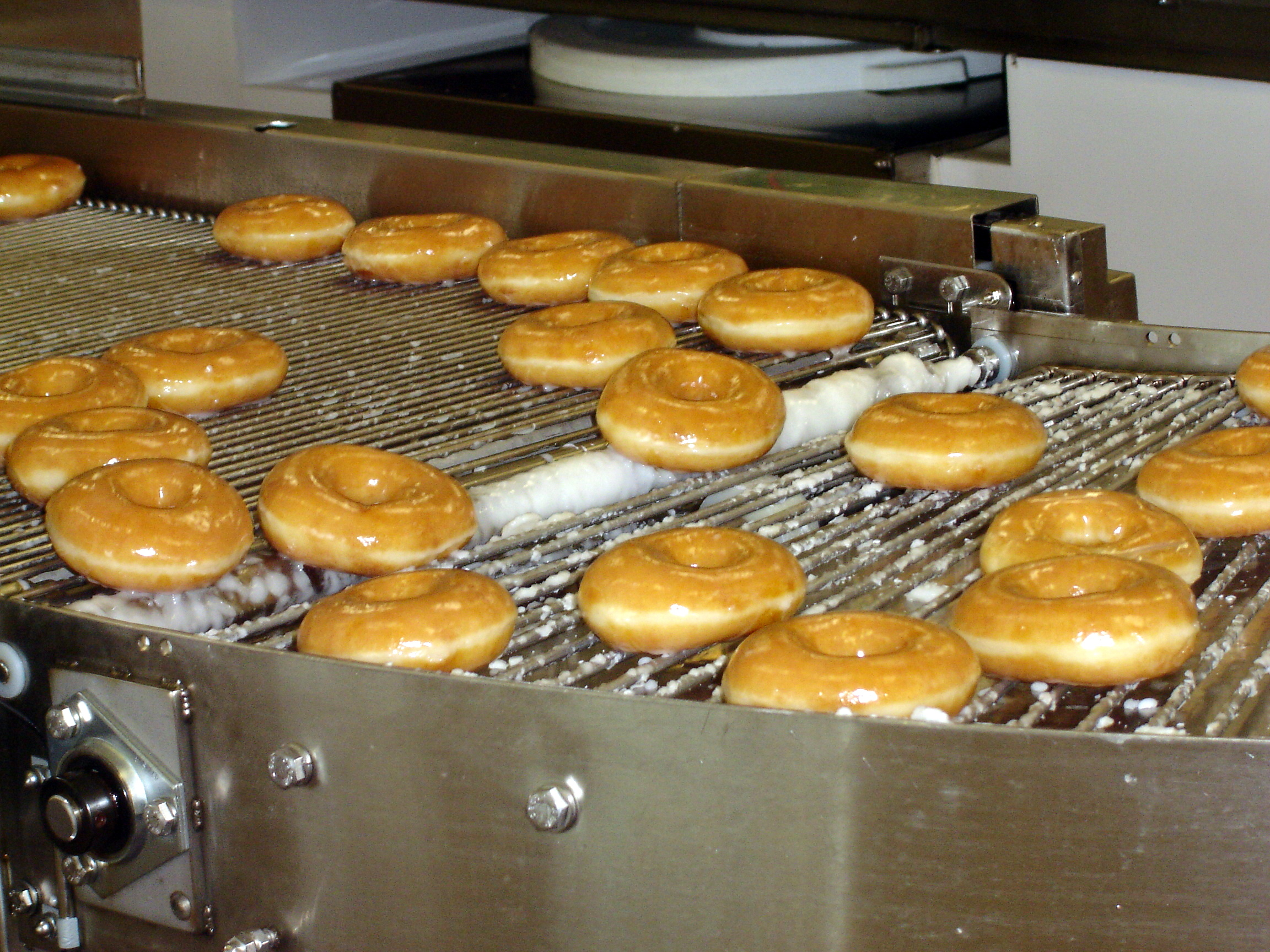
Изготовление пончиков с глазурью в австралийской закусочной
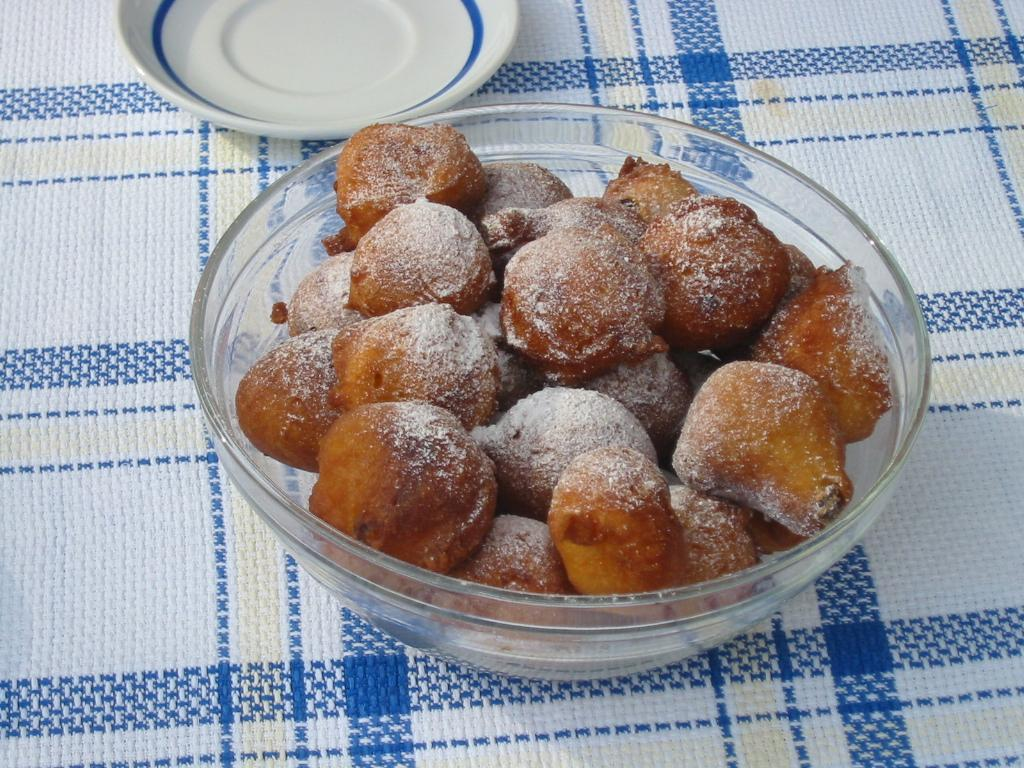
Пончики по-французски (пе-де-нонн)
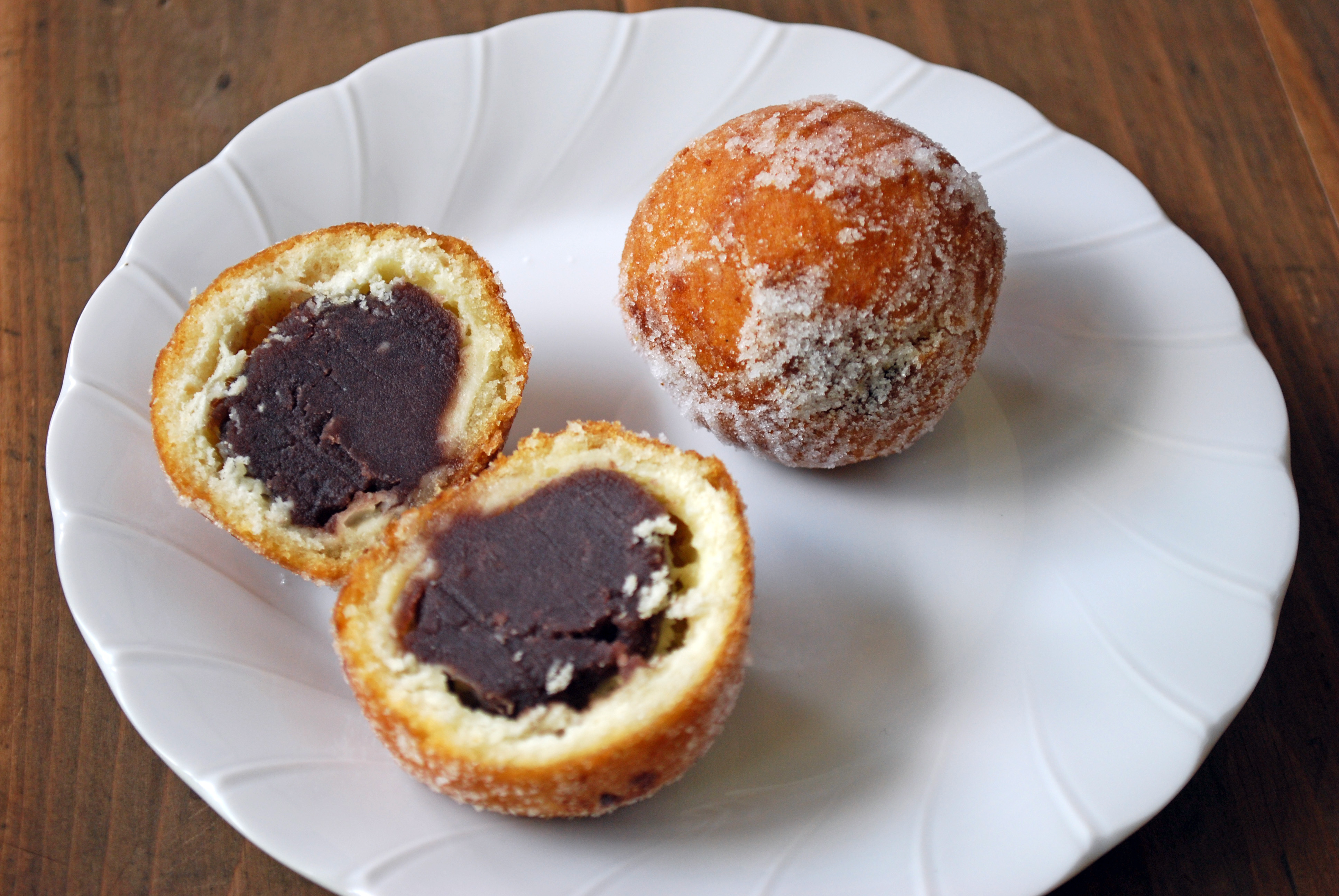
Японские пончики с начинкой из анко
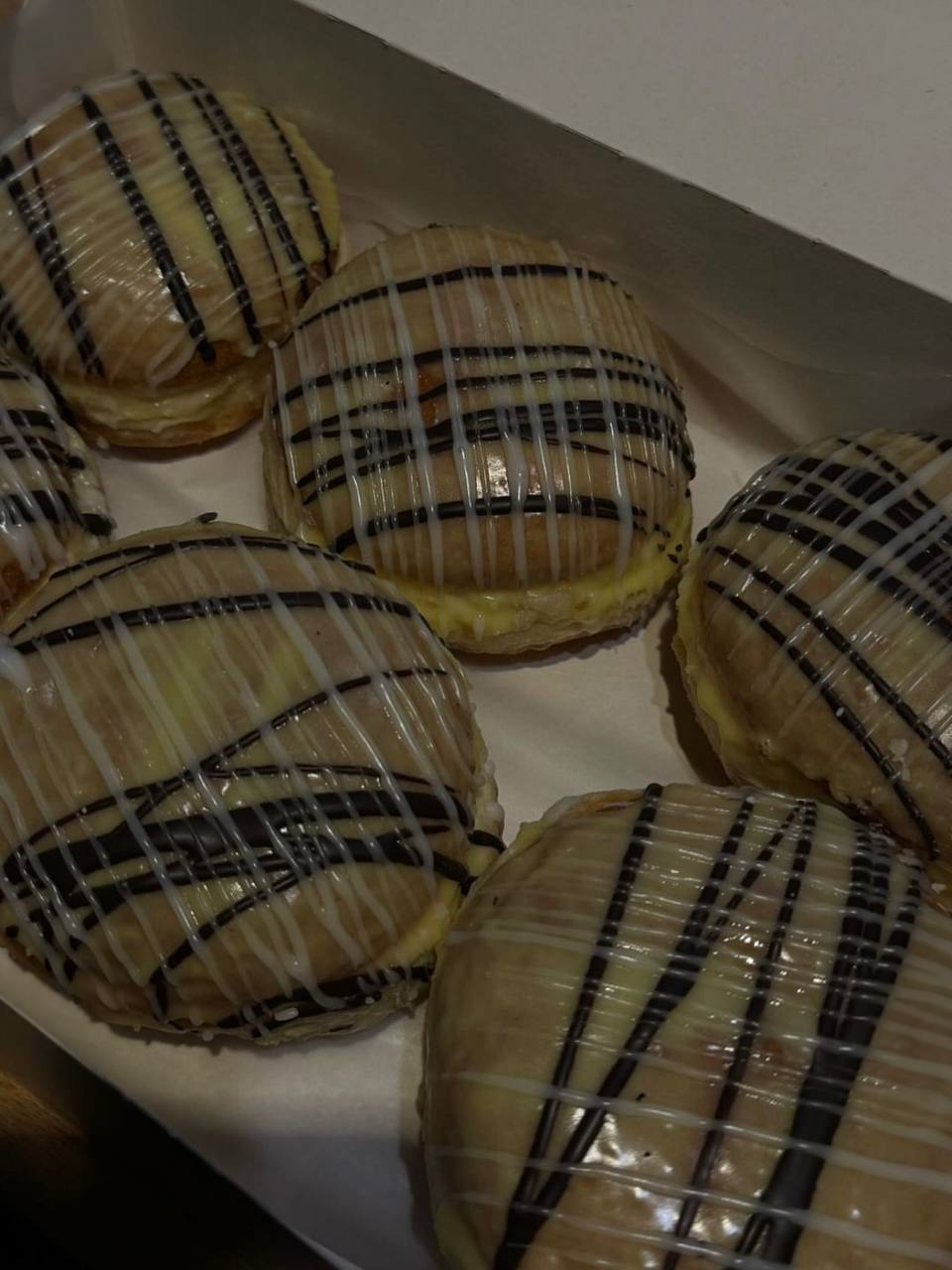
Пончики